# Various & Gould

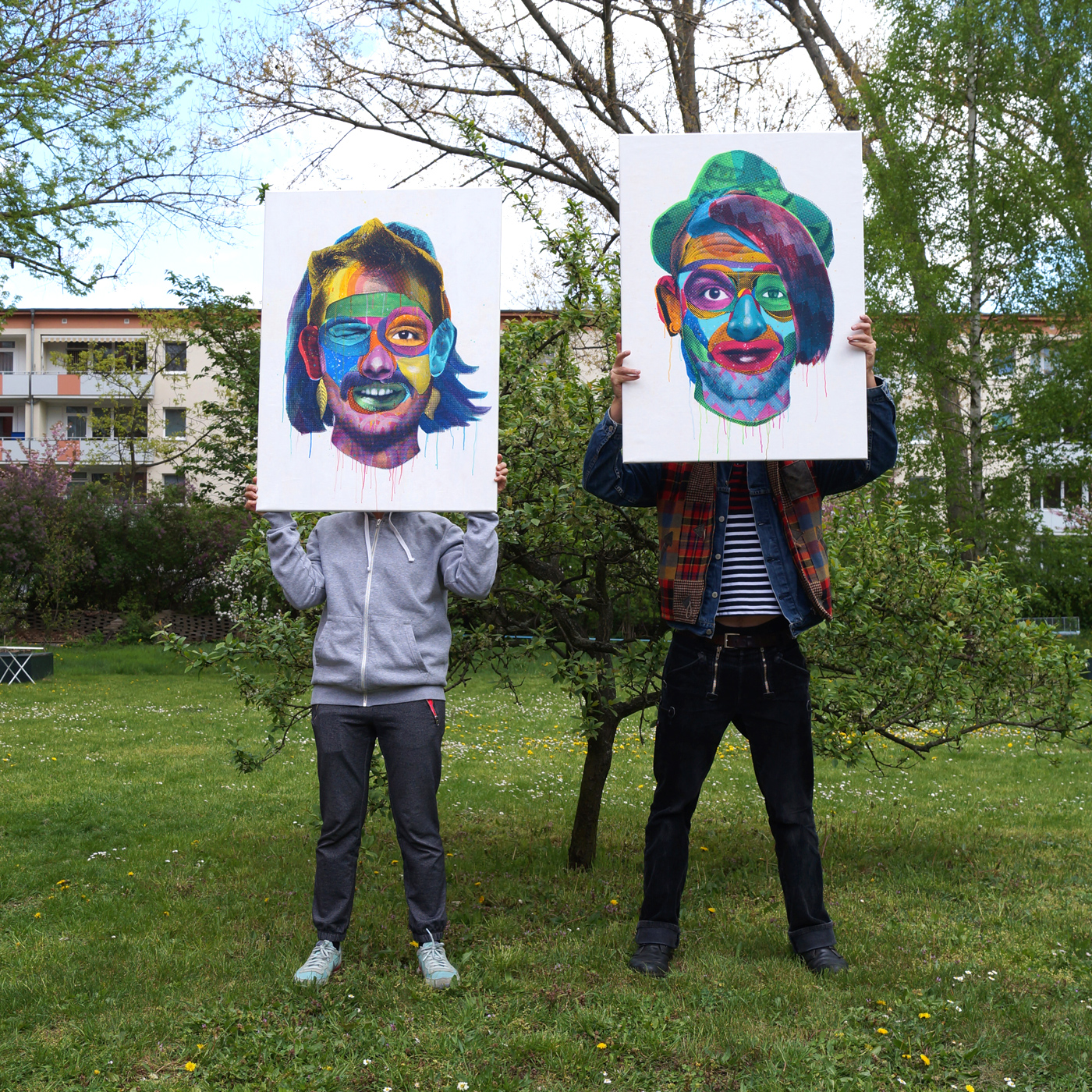
Porträt, 2015

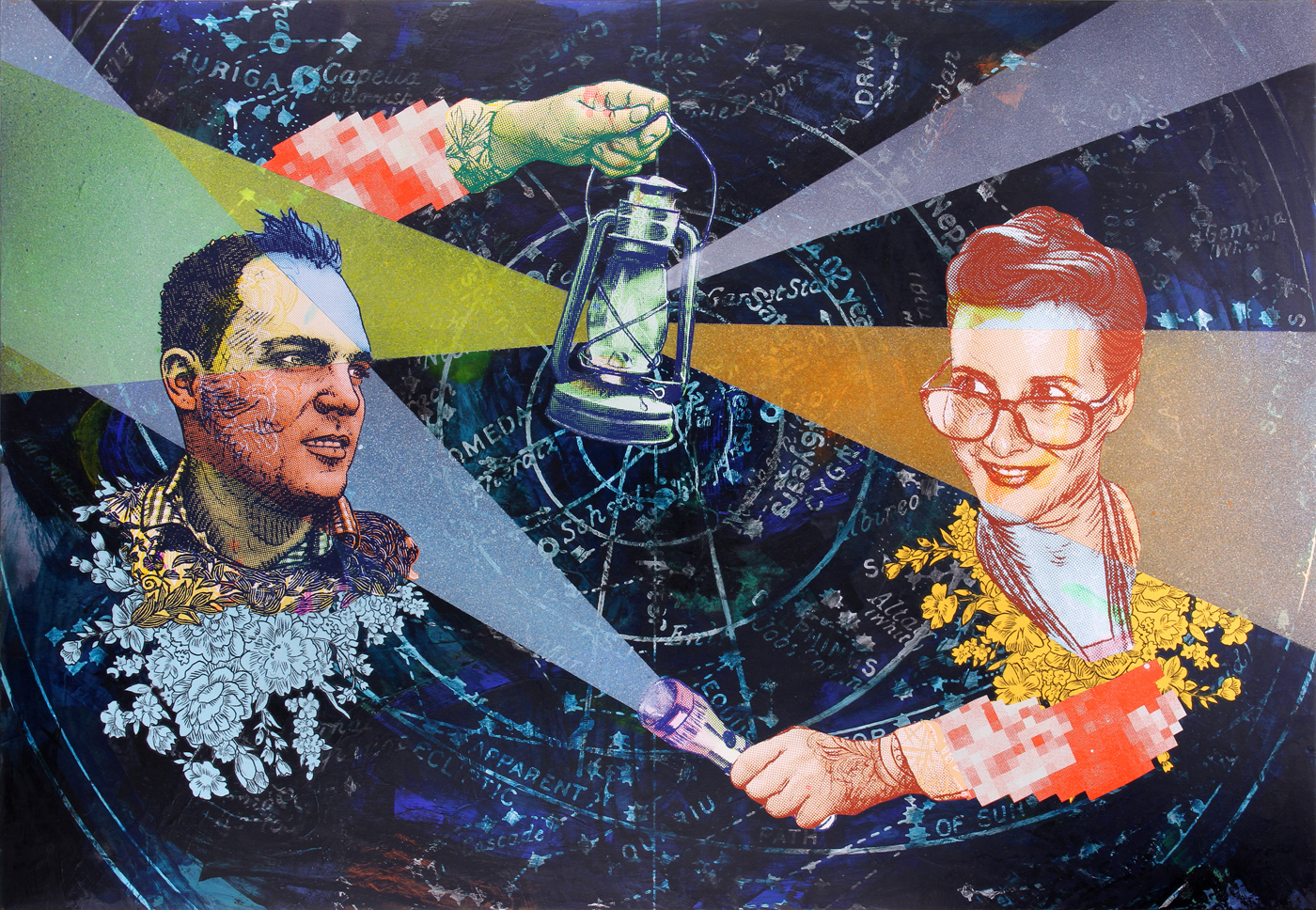
Dark Matter, 2016

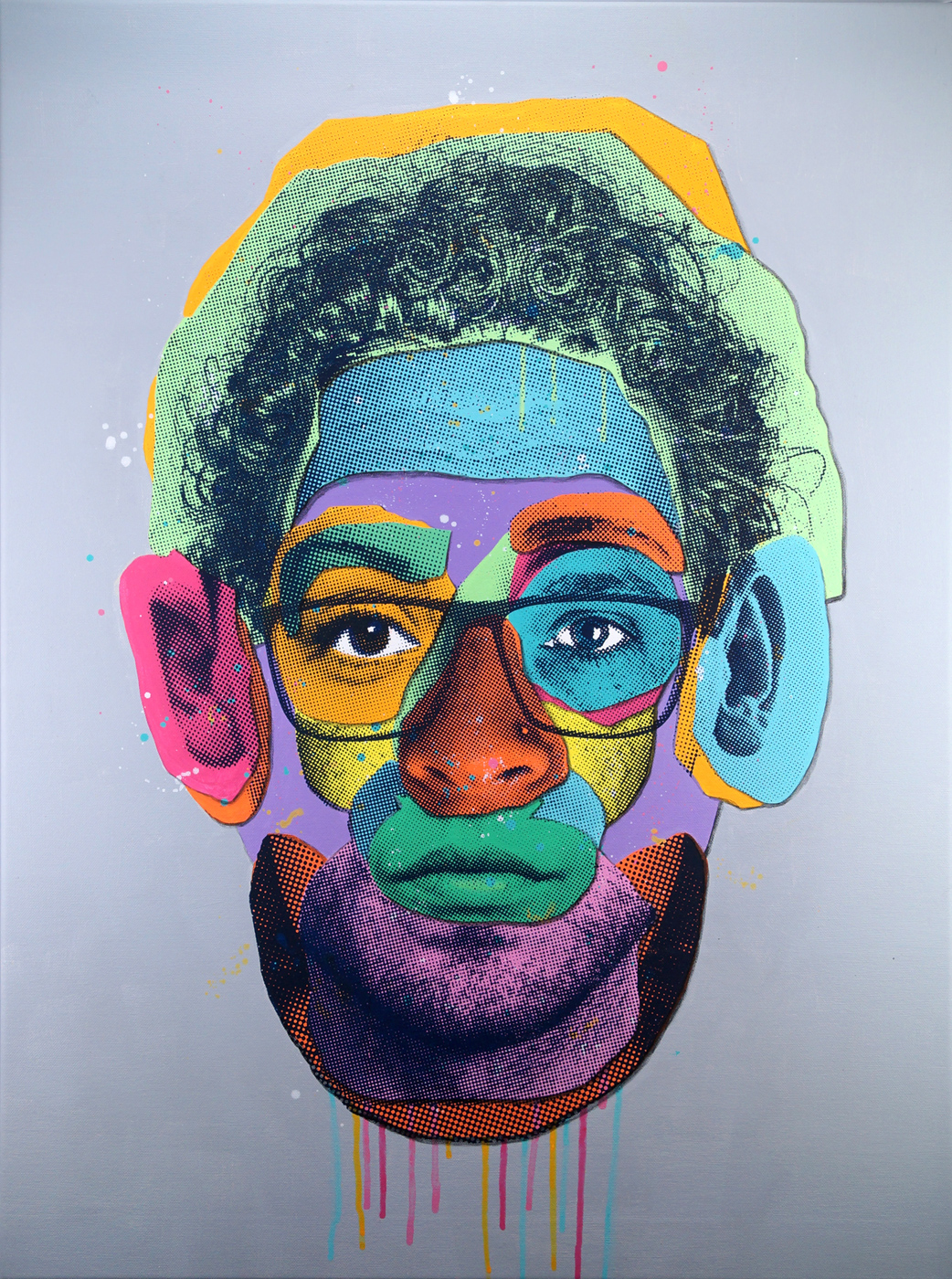
Face Time Canvas 05, 2015

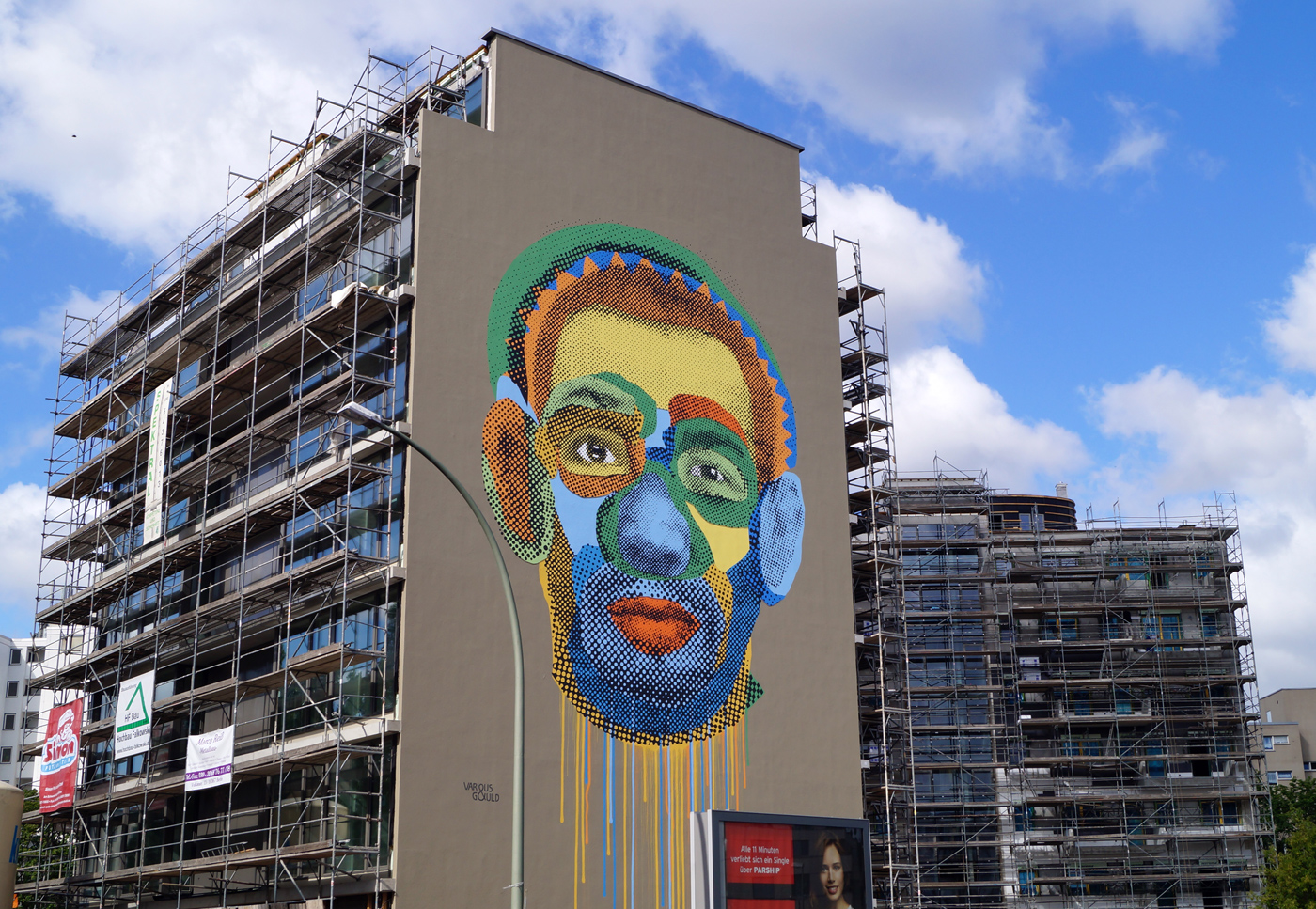
Face Time Mural, Berlin-Kreuzberg, 2015

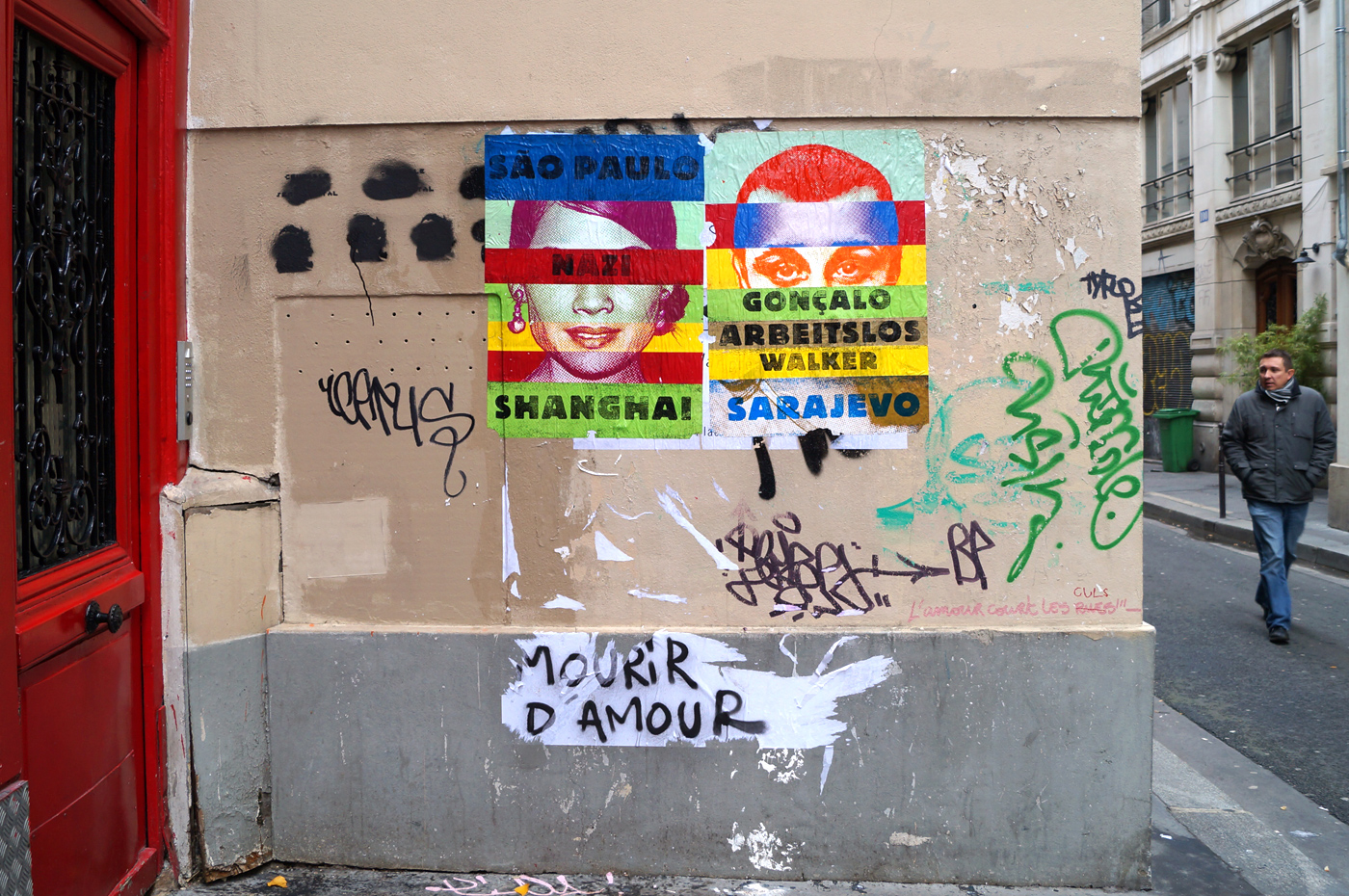
Indentikit, installation view, Paris 2014

Various & Gould sind ein in Berlin ansässiges Künstler-Duo. Ihre Namen nennen die Frau und der Mann nicht.

## Leben
Various & Gould arbeiten seit 2005 als Duo zusammen. Im Jahr 2010 schlossen sie ihr Studium an der Kunsthochschule Berlin-Weißensee ab und erwarben ihr Diplom bei Alex Jordan.
Various & Gould arbeiten vorzugsweise mit Siebdruck und Collage. Gemeinsame Interessen sind die Liebe für Papier, die Begeisterung für zufällige Schönheit im Alltag und vor allem die Arbeit im öffentlichen Raum. Ihre Werke sind beeinflusst von (politischer) Plakatgrafik, Dada, Pop Art und Lowbrow. Sie zeichnen sich oft durch eine starke Farbigkeit und eine vieldeutige Verknüpfung von Symbolen, Assoziationen und Stilen aus. Auf meist spielerische Weise behandeln sie sozialrelevante Themen wie Arbeit, Migration, (sexuelle) Identität, Tod, Globalisierung, Religion oder die Finanzkrise. 2015 gestalteten sie das 350 m² große Fassadenbild „Face Time“ in Berlin-Kreuzberg, im Jahr 2017 folgte das 180 m² große Mural „Dedicated to“ in Berlin Prenzlauer Berg. Ersteres soll im Vorfeld des Berlin-Marathons 2023 durch eine Werbeagentur durch ein kommerzielles Mural übermalt werden, wogegen sich sowohl der Architekt des Gebäudes als auch die Künstler selbst vehement ausgesprochen haben.

## Werk/Serien
Broken Windows
In dieser Serie nehmen Various & Gould Bezug auf die gleichnamige Theorie der Sozialforscher James Q. Wilson und George L. Kelling aus dem Jahr 1982, in welcher ein zerbrochenes Fenster eines leerstehenden Gebäudes als Auslöser für eine Verwahrlosung der Nachbarschaft und den Anstieg von Kriminalität angeführt wird. Die Broken-Windows-Theorie setzte 1994 in New York den Grundstein für die Nulltoleranzstrategie, die zu erhöhter Polizeipräsenz und rigoroser Ahndung von Bagatelldelikten führte. Für die Serie werden kaputte, teils selbst eingeschmissene Fenster in leerstehenden Gebäuden als Schablonen für die Leinwände verwendet. Durch den Einsatz von halbtransparenter Sprühfarbe entsteht eine Überlagerung abstrakter Farbflächen. Wie in der Theorie, bilden zerbrochene Scheiben den Ausgangspunkt für eine Entwicklung, wobei hier die Zerstörung in ein konstruktives Schaffen überführt wird.
Broken Screens
In Broken Screens wird das Konzept der Werkreihe Broken Windows auf Smartphone-Geräte übertragen. Ein zertrümmerter Bildschirm stellt in der Regel für die Betroffenen eine lästige Situation dar. Sie offenbart des Menschen Abhängigkeit von Handys und die Fragilität dieser Geräte. Dennoch liegt eine visuelle Schönheit in der individuellen Art des Bruchs. Die Künstlerinnen und Künstler greifen diese Gedanken mit dem Ziel auf, die Schönheit dieser Bruchstücke sichtbar zu machen und das Bild der Dysfunktion für die Dauer festzuhalten. Mit einer Radierpresse werden Drucke der Geräte oder ausgebauten Screens angefertigt.
City Skins
In dieser Serie entstehen Papier-Abformungen von Denkmälern aus anderen Ären. Die daraus resultierenden Skulpturen tragen den Namen City Skins. Der Fokus richtet sich auf Stellvertreter anderer Epochen, deren Bedeutung zunehmend in Vergessenheit gerät. Denkmäler sind Projektionsfläche einer kollektiven Erinnerung, sie spiegeln Geschichte, Zeitgeist und Leitbilder eines politischen Systems wider. Mittels der mit Siebdruck gefertigten Papier-Hülle wird den Figuren temporär ein neues Erscheinungsbild verliehen, das als Kontrast zu ihrer materiellen Beständigkeit und geschichtlichen Schwere mit Leichtigkeit, Farbe und Transformation aufwartet. Nachdem die City Skins abgelöst und wieder zusammengefügt sind, werden diese prägnanten überregionalen Ortswechseln unterzogen.
Face Time
Face Time zeigt Charakterstudien in Form von collagierten Köpfen. Auf der Suche nach fiktiven Individuen werden die einzelnen Gesichtsteile wie in Phantombildkatalogen zu neuen Personen zusammengefügt, deren Einzelteile erst auf den zweiten Blick sichtbar werden.
Wanted Witches – Witches Wanted
Diese Porträt-Serie beinhaltet eine Auswahl an lebenden, bekannten und unangepassten Menschen, die bei kontroversen Gesellschaftsthemen als Vorreiterfiguren agieren.
Zum Drucken der Porträts wurde eine Phosphor-Farbe verwendet, die dazu führt, dass sich an den Arbeiten Streichhölzer entzünden lassen. Die Betrachter sind dazu eingeladen, mittels Streichhölzern und Kerzen mit den Bildern in Kontakt zu treten. Die Serie mündet in interaktiver Form sowohl in der Galerie, als auch unter dem Titel #WitchHunt als Installation auf der Straße.
Sankt Nimmerlein
Die Plakatserie zum Thema „Moderne Heilige“ besteht aus zehn Heiligen, die als Gruppe den ehemals sehr beliebten, volksnahen Vierzehn Nothelfern ähnelt, als Einzelfiguren jedoch frei erfunden sind. Die einzelnen Plakate behandeln jeweils ein gesellschaftlich relevantes Thema. Die inhaltliche Auseinandersetzung findet dabei zumeist in ambivalenter Weise statt, nicht zuletzt auch deshalb, weil Themen wie Globalisierung, Gentrifizierung, Klimawandel oder die Finanzkrise in ihrer Komplexität keine einseitigen Standpunkte zulassen.
Rabotniki
Die im Jahr 2009 begonnene und immer noch wachsende Serie besteht aus figürlichen Siebdruck-Collagen, die im Geiste von Dada und Surrealismus stehen. Der Name leitet sich vom russischen Wort für Arbeiter ab und beschäftigt sich mit dem gesellschaftlichen Stellenwert von Arbeit und daraus resultierenden Fragen wie: Was ist Arbeit und Wie viel ist meine Arbeit wert? Physische Arbeit wird stetig unsichtbarer und immer schwerer greifbar. Various & Gould thematisieren in ihren Arbeiten persönliche Erfahrungen von Nähe, Distanz und Entwurzelung.
Identikit
Diese Plakatserie beschäftigt sich mit dem Thema Migration und daraus hervorgehend mit den Aspekten Identität und Klischees. Identitäten sind hochkomplex, Klischees hingegen arbeiten mit Vereinfachung. Zur Verbildlichung dieser Problematik haben Various & Gould IdentitätsCollagen kreiert, bei denen Gesichter von bekannten Persönlichkeiten mit Migrationshintergrund in waagerechte Streifen geschnitten werden, sodass sie sich in immer neuen Variationen zusammensetzen – und wahlweise durch Worte ergänzen lassen.

## Ausstellungen (Auswahl)
- 2023: Bismarck-Streit, Zitadelle Spandau, Berlin
- 2023: Doppel Doppel, Duo-Ausstellung mit 44 Flavours, Kanya&Kage, Berlin
- 2023: Baukunst #2, Galerie Borchardt, Hamburg
- 2022: Shake Your Head, Schacher – Raum für Kunst, Stuttgart
- 2022: Talking... & other Banana Skins, Urban Nation Museum for Urban Contemporary Art, Berlin
- 2022: Outside In, Kanya & Kage, Berlin
- 2021: Monumental Shadows of Colonialism, in Kooperation mit Colonial Neighbours, Berlin[11]
- 2020: Kollektive Signaturen, Kunstmuseum Dieselkraftwerk Cottbus, Cottbus, Deutschland
- 2019: Keine Ewigkeit für Niemand, Neurotitan, Berlin, Deutschland
- 2018: Imago – a history of portraits, Museum of Urban and Contemporary Art, München, Deutschland
- 2018: bitch MATER-ial Kunstquartier Bethanien, Berlin, Deutschland
- 2017: UNique, UNited, UNstoppable, Urban Nation Museum for Urban and Contemporary Art (kuratiert von Yasha Young), Berlin, Deutschland
- 2017: ungeniert/engagiert, Kunsthalle Wilhelmshaven, Wilhelmshaven, Deutschland
- 2017: Museum für Junge Kunst (+ Kunstmuseum Dieselkraftwerk Cottbus), Frankfurt Oder, Deutschland
- 2016: Permanently Improvised, Anno Domini, San Jose, USA
- 2016: 2te 11te Interventionale, Showroom IG Metall (+ HaL), Berlin, Deutschland
- 2016: Kunst/Plakat/Kunst, Landtag Brandenburg (+ dkw.), Potsdam, Deutschland
- 2015: Backjumps 20+1, Kunstraum Kreuzberg/Bethanien, Berlin, Deutschland
- 2013: Wanted Witches – Witches Wanted, Open Walls Gallery, Berlin, Deutschland
- 2013: Kopf an Kopf, Kunstmuseum Dieselkraftwerk Cottbus, Deutschland
- 2012: Backjumps – Junior Issue 2, Kunstraum Kreuzberg/Bethanien, Berlin, Deutschland
- 2012: ReKOLLEKT V, Kunstraum Kreuzberg/Bethanien, Berlin, Deutschland
- 2012: Es geht UM die Welt, Kunstmuseum Dieselkraftwerk Cottbus, Deutschland
- 2012: Nostalgia, Rook & Raven Gallery, London, Großbritannien
- 2011: Street Art Saved My Life, C.A.V.E. Gallery, Los Angeles, USA
- 2010: Make it fit, Brooklynite Gallery, New York, USA
- 2010: Wendezeiten, Kunstmuseum Dieselkraftwerk Cottbus, Deutschland
- 2010: Help! - Soziale Appelle im Plakat, Museum für Gestaltung Zürich, Schweiz
- 2009: Identity Crisis, Shiv Gallery, London, Großbritannien
- 2009: À chacun ses étrangers?, Cité nationale de l’histoire de l’immigration, Paris, Frankreich
- 2008: Time Machine, Brooklynite Gallery, New York, USA